# Orla Hill
Orla Maureen Fitzsimons Hill (* 9. Mai 2002 in Homerton) ist eine britische Schauspielerin.

## Leben und Karriere
Hill wurde in Homerton geboren. Ihr Vater ist ein  Journalist, ihre Mutter arbeitete als Redakteurin bei der Zeitung The Guardian. Hill hat irische Wurzeln mütterlicherseits. Sie besuchte zunächst die Millfields Community Primary School und anschließend die Mossbourne Community Academy. 2021 absolvierte sie ein Studium der Ingenieurwissenschaften am Emmanuel College der University of Cambridge.
Ihr Debüt gab sie 2012 in dem Film Song for Marion. Bekanntheit erlangte sie 2016 durch ihre Rolle im Film Swallows and Amazons. Von 2017 bis 2019 war sie in der Serie Hetty Feather zu sehen. 2019 spielte in der Miniserie A Confession mit. Außerdem trat sie 2023 in Stonehouse auf. 2025 belegte sie in der Serie Outrageous eine der Hauptrollen.

## Filmografie
Filme
- 2012: Song for Marion
- 2013: Get Me to the Church On Time
- 2014: Lily and the Revolution
- 2016: Swallows and Amazons

Serien
- 2017–2019: Hetty Feather
- 2019: Holby City
- 2019: A Confession
- 2023: Stonehouse
- 2024: A Good Girl’s Guide to Murder
- 2025: Outrageous